# 남바링 엥흐바야르
남바링 엥흐바야르(몽골어: Намбарын Энхбаяр, 1958년 6월 1일 ~ )는 몽골의 정치인이며, 몽골의 제3대 대통령이다.

## 생애
1958년, 울란바토르에서 의사의 아들로 태어났다. 소련의 고리키 문학 대학교를 졸업했으며 외국 문학 번역가로 활동하며 다수의 문학작품을 몽골에 소개하였다.

### 정치 이력
1992년 국민 대회의(몽골의 국회) 의원에 당선되면서 정계에 입문했고 국회 의장, 문화부 장관, 국무 총리를 역임했다. 2000년부터 2004년까지의 총리 역임 기간에는 러시아에서 공산주의 시대의 채무(몽골측은 상환 불필요의 원조라고 인식하고 있었던 것)의 말소(98%)를 얻어냈고, 6년간 폐쇄되었던 울란바토르 주재 조선민주주의인민공화국 대사관을 재개하게 하였다.
2005년 몽골 대통령 선거에서 몽골 인민당 후보로 출마, 민주당의 엥흐사이한 후보를 누르고 당선되어 2005년 6월 24일 몽골국 제3대 대통령에 취임하였다. 몽골에서는 대통령보다도 지명도가 높다고 일컬어지는 요코즈나 아사쇼류 아키노리(朝青龍明徳)의 지지를 얻었으며, 몽골인민당의 전통적인 지지 기반인 지방 뿐만 아니라 도시 지역에서도 압도적으로 득표했다. 외교적으로는 대한민국, 미국, 일본과의 관계를 중시하였다.
2009년 5월 24일에 실시된 몽골 대통령 선거에서 재선을 위해 출마했지만, 차히아긴 엘베그도르지 민주당 후보에게 근소한 차이로 패배하였다.

### 체포 이후
2013년 4월 부패 혐의로 체포되었다. 구속기간 중 단식 투쟁을 벌였고, 2년 6월형을 선고받았다. 이후 수감 기간 대부분을 정부 고관들을 치료하는 제2종합병원에서 보내다가 2013년 8월 건강상의 이유로 몽골의 대통령 사면을 받았다.

## 역대 선거 결과
| 선거명      | 직책명        | 대수 | 정당        | 득표율 | 득표수    | 결과 | 당락 |
| ----------- | ------------- | ---- | ----------- | ------ | --------- | ---- | ---- |
| 2005년 선거 | 몽골의 대통령 | 3대  | 몽골 인민당 | 54.17% | 497,491표 | 1위  |      |
| 2009년 선거 | 몽골의 대통령 | 4대  | 몽골 인민당 | 48.07% | 520,948표 | 2위  | 낙선 |